# Tepuibasis garciana
Tepuibasis garciana – gatunek ważki z rodziny łątkowatych (Coenagrionidae).